# کریستین ایپسن
کریستین ایپسن (انگلیسی: Kristian Ipsen؛ زادهٔ ۲۰ اکتبر ۱۹۹۲) ورزشکار شیرجه اهل ایالات متحده آمریکا است.
وی در مسابقات کشوری و بین‌المللی در مجموع برندهٔ ۲ مدال نقره، ۱ مدال برنز شده‌است.